# Абд ел Крим
Абд-ел-Крим (Muhammad Ibn 'Abd El-Karim El-Khattabi, арапски: محمد بن عبد الكريم الخطابي; рођен 1882. Ајдир - умро 6. фебруара, 1963. Каиро) је вођа мароканских устаника и емир Кабила из покрајине Риф, новинар и правник. 
Рођен је у граду Ајдир (Ajdir) у Мароку. Абд-ел-Крим се школовао у традиционалним мароканским као и у шпанским школама. Касније наставља школовање на универзитету Qarawiyin у мароканском граду Фесу. Потом проводи три године у Шпанији студирајући рударство и војни инжињеринг.
Абд-ел-Крим је побунио покрајину Риф и победио Шпанце 1921. године. После победе прогласио је независну републику Риф. Побунио се и против Француза 1925. године, али је већ наредне (1926) заробљен и заточен на француско острво Реинион. Из ропства је побегао у Египат 1947. године. Од 1948. до 1956. године био је председник комитета за ослобођење Магреба са седиштем у Каиру.
Преминуо је 1963. године дочекавши остварење независности Магреба од колонијалних сила.